# Foča
Foča (srbskou cyrilicí Фоча) je město v Bosně a Hercegovině, na východě země v entitě Republika srbská; hlavní město Regionu Foča. Žije zde 12 334 obyvatel. Historicky spadalo do regionu známého jako tzv. Stará Hercegovina.
Foča se nachází na pravém břehu řeky Driny, u ústí řeky Ćehotiny. Vzdálena je 81 km od Sarajeva, 344 km od Bělehradu a 163 km od Podgorice. Je centrem určité oblasti, ve středověku byla křižovatkou mnohých bosenských cest. Přes Foču procházela cesta do Dubrovniku, známá jako Via Drine a mnohé další trasy, které nemohly být vzhledem k charakteru okolní krajiny, vedeny jinudy. Foča se tak rozvíjela jako stanoviště karavan, které tehdy křižovaly celou Osmanskou říši.

## Historie
Ve středověku je Foča připomínána v mnoha dokumentech pod různými názvy (Choçe, Coçça, Choza, Coçe, Chozza, Coza, Chotza, Hoča, Hotča). První písemná zmínka o městu pochází z roku 1368 a má podobu latinského in forum Choçe. V červenci 1444 je zmiňována jako Hotče (psáno v Hotče) a stejně tak i v srpnu 1467. Předpokládá se, že název Hoča a Hotča pochází z vlastního jména Hotkja.
Foča se součástí Bosny stává po zhroucení systému správy Nikoly Altomanoviće v roce 1373. Do Foči často přicházely obchodní karavany i koncem 14. a začátkem 15. století. Soutok řek Driny a Ćehotiny byl přirozeným místem křižení obchodních tras; rozdělovaly se zde cesty z Istanbulu směrem do Splitu a do Dubrovníka. Město se začalo rozvíjet z neveliké osady několika dřevěných domů, na rozdíl od jiných míst na území dnešní Bosny zde nestála v počátku existence sídla žádná pevnost ani jiná fortifikační stavba.
V 15. století rozkvět Foči zastínil i mnohá další města v okolí. Tehdejší význam města dokládá i zřizování kolonií Dubrovničanů ve městě v letech 1422–1448. Kromě cizích obchodníků se ale dařilo díky bohatým okolním zdrojům i místním. Mezi ty patří například rody Drugovići, Nartičićové, Zorčićové, Crijepovićové, Ljubinovićové, Novakovićové, Veseokovićové, Brateljevićové a významné postavy Tvrdiša Mirošković, Radoje Dubjević a další. Kromě obchodu s látkami a oděvy se ovšem také vyvážely i přírodní suroviny, na které je příroda v okolí města a údolí řeky Driny bohatá. Město tehdy vlastnil další vlivný rod – Kosačové.
V roce 1465 se město dostalo pod vládu Osmanských Turků a dále se rozvíjelo jako orientální sídlo. V téže době zněla podoba názvu města Hotča a od té doby lze dokázat existenci příjmení Hotčanin u místního obyvatelstva. V letech 1470 až 1572 bylo město sídlem Hercegovinského sandžaku, turecké správní jednotky. V roce 1477 zde bylo v tureckém sčítání lidu evidováno 277 rodin, 33 jednotlivců a 5 vdov. Na místě zbořeného kostela byla v roce 1501 vystavěna sultánova mešita. Mezi další památky turecké nadvlády nad Bosnou ve Foči patří např. i Aladžská mešita. V 17. století byla Foča centrem zlatnictví pro celý region. 

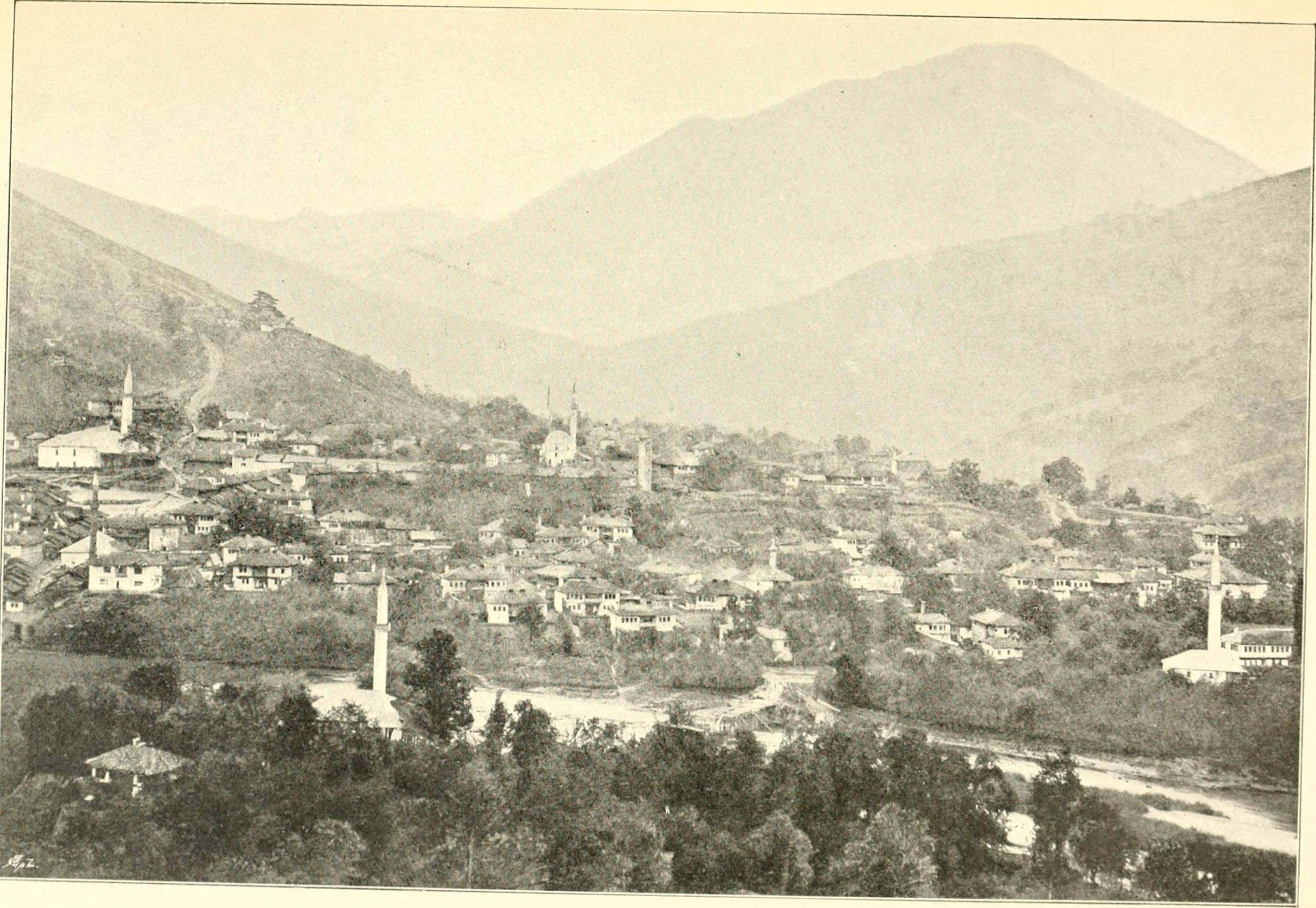
Foča v roce 1897.

V listopadu 1922 postihla město rozsáhlá povodeň, která strhla dřevěný most přes řeku Drinu. Město bylo velmi poškozeno a řada lidí po povodni z východní Bosny odešla do jiných částí tehdejšího jugoslávského království. V roce 1928 byl proražen tunel Bosenské východní dráhy a do Foči tak dorazila i železnice, byť úzkorozchodná. Trať byla odbočkou hlavní dráhy, která spojovala Srbsko s metropolí Bosny Sarajevem. 
Na začátku druhé světové války připadla Foča, stejně jako celá Bosna a Hercegovina, Nezávislému státu Chorvatsko. Docházelo zde k represím židovského a nekatolického obyvatelstva. Od ledna do 10. května 1942 Foču s okolím obsadili jugoslávští partyzáni, kteří zde vyhlásili tzv. Fočskou republiku. Sídlilo zde i po nějaký čas i velení partyzánské armády v čele s Josipem Brozem Titem. I po pádu Foči v roce 1942 probíhaly ozbrojené boje v okolí města. V roce 1943 vtrhli do okolí města a do Foči samotné četnici pod vedením Dragoljuba Mihailoviće. V lednu 1945 bylo město osvobozeno jednotkami partyzánské Šesté černohorské brigády. 
V předvečer rozpadu Jugoslávie došlo ve Foči k aféře Fočatrans, která se týkala místního autobusového dopravce. Aféra vyvolala řadu demonstrací po městě a musela zasahovat policie.
Na počátku války v Bosně a Hercegovině bylo město obsazeno Vojsky Republiky srbské, a to i přesto, že zde nebyla vyhlášena žádná srbská autonomní oblast (jako např. SAO Východní Hercegovina s hlavním městem v Trebinje). Spolu s celým podriním byla Foča cílem vyhánění bosňáckého obyvatelstva. Město a jeho okolí muselo po červenci 1992 opustit okolo dvaceti tisíc lidí. Zničena byla řada staveb připomínající muslimskou historii Bosny. V souladu s Daytonskou dohodou v roce 1995 bylo město ponecháno Republice srbské. Z části území města Foča byla vyčleněna nová obec Foča-Ustikolina, která byla připojena k Federaci Bosny a Hercegoviny. Město bylo po skončení války přejmenováno na Srbinje, v roce 2004 však byl Ústavním soudem Bosny a Hercegoviny název shledán za neústavní a město se přejmenovalo zpět na Foča.
Po skončení války se do Foči vrátilo na 4000 původních obyvatel bosňácké národnosti. Byly obnoveny za války zničené stavby, např. historické mešity.

## Samospráva a administrativní dělení
Město Foča má vlastní zastupitelstvo, které má 25 volených zástupců. 
Pod město spadá celkem 24 místních částí (srbsky mjesne zajednice).

## Ekonomika

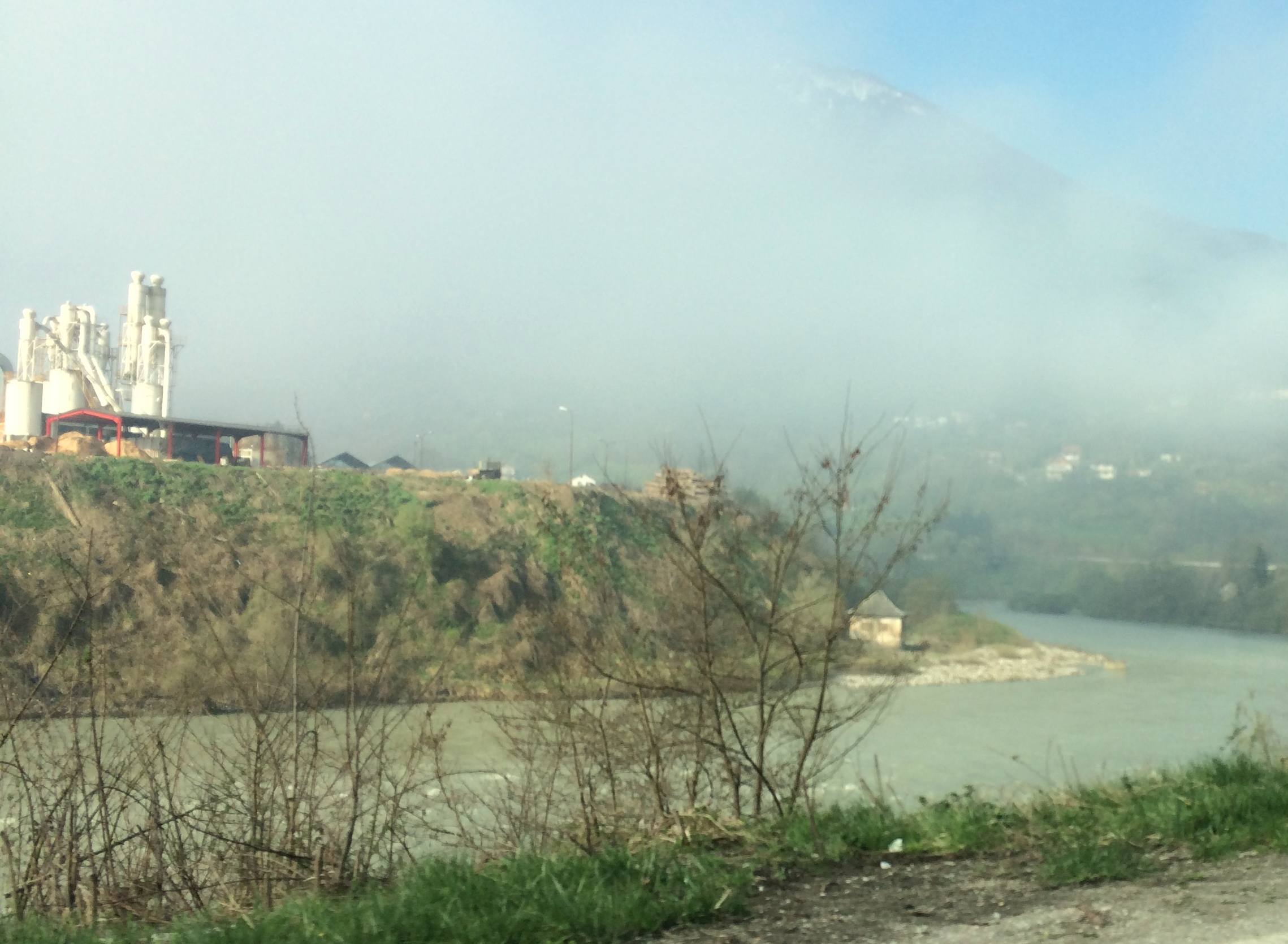
Bývalá továrna společnosti Maglić.

V blízké obci Brod na Drini se nachází průmyslová zóna, pozůstatek bývalé státní firmy Maglić, která patřila k hlavním zaměstnavatelům ve Foči a která vyráběla produkty ze dřeva. V současné době je také velkým zaměstnavatelem povrchový důl Miljevina. Další významné firmy ve Foči se pohybují v oblasti obchodu nebo turistiky.
Ekonomický rozvoj města byl omezen odlehlou lokalitou Foči i v rámci Bosny a Hercegoviny a chybějící železnicí. 

## Kultura
Ve Foči se nachází Městské divadlo, Muzeum Staré Hercegoviny (od roku 1956) a knihovna Prosvjeta.
V dobách existence socialistické Jugoslávie se ve Foči každoročně konala tzv. Partyzánská olympiáda, která připomínala události spojené s partyzánskými boji o město i okolí. Inspirována byla rovněž tzv. Igmanským pochodem. 

### Pamětihodnosti

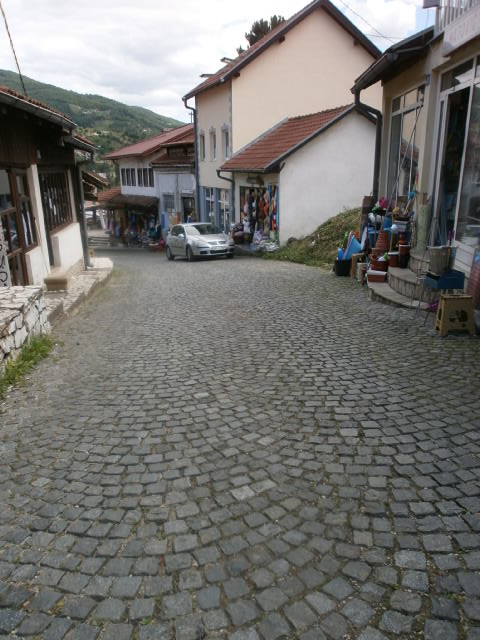
Stará část města – čaršija ve Foči.

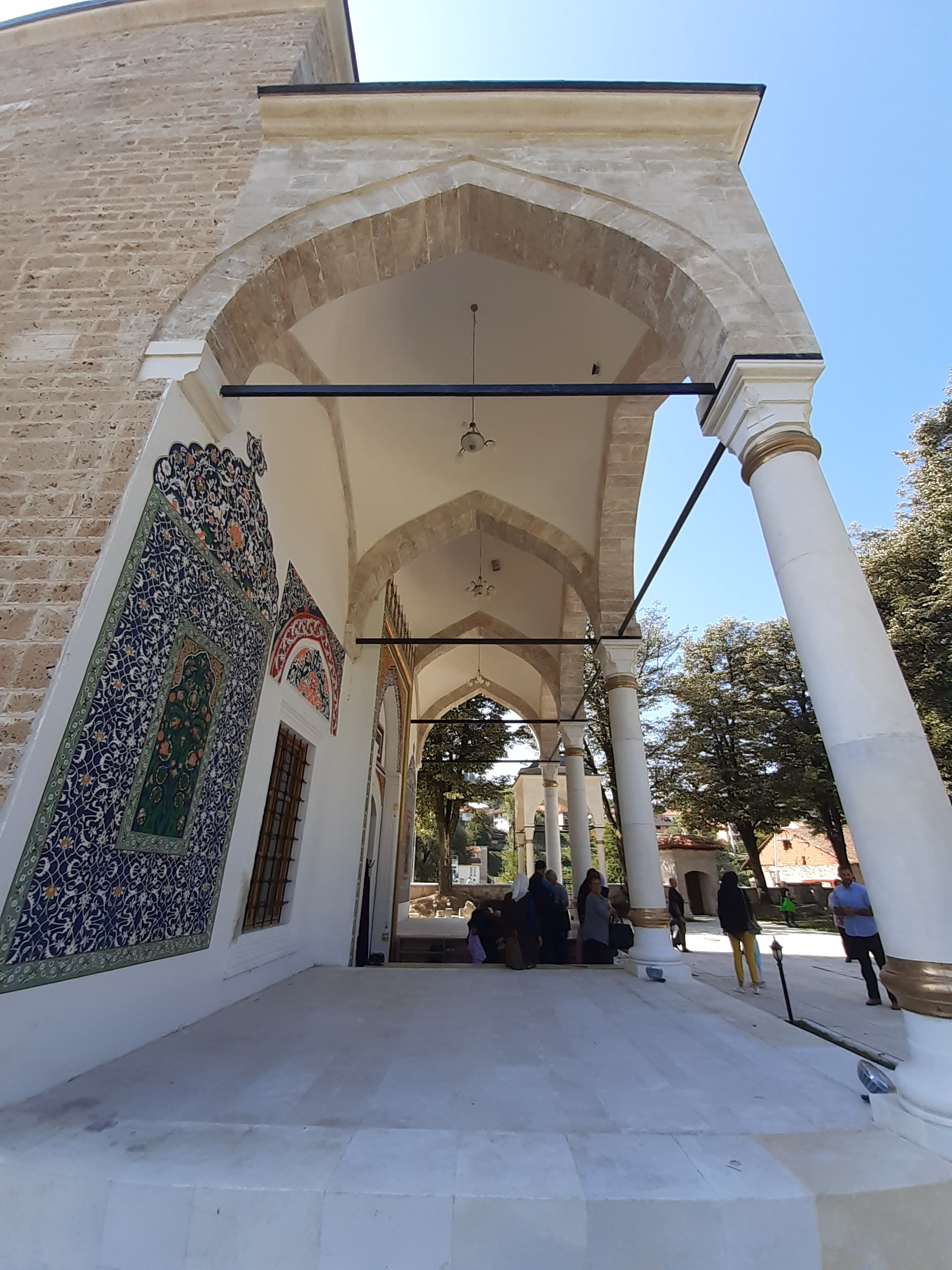
Mešita Aladža.

Mezi pamětihodnosti města Foča patří např. hodinová věž (sahat kula), dvacet metrů vysoká věž z období turecké nadvlády, kostel sv. Nikoly (srbsky Crkva svetog Nikole), archeologická lokalita Rataja u obce Jeleča nedaleko od Foči, mešity Aladža a Musluk. Obnoven byl rovněž i bývalý železniční most prince Karla přes řeku Drinu.
V blízkosti Foči se nachází rovněž Národní park Sutjeska.

## Partnerská města
- Kragujevac

## Známí rodáci
- Haris Harba, fotbalový záložník a útočník
- Zehra Deović, zpěvačka
- Adil Zulfikarpašić (1921-2008), politik
- Milomir Kovač (* 1962), veterinář
- Milan Lukić (* 1967), válečný zločinec
- Jasna Fazlić (* 1970), hráč stolního tenisu
- Edin Bavčić (* 1984), basketbalista
- Aida Hadžialić (* 1987), bývalá švédská ministryně
- Haris Bukva (* 1988), fotbalista
- Rade Krunić (* 1993), fotbalista